# دانالد روپ
دانالد روپ (انگلیسی: Donald Rope; ۲ فوریهٔ ۱۹۲۹ – ۲۸ ژوئیهٔ ۲۰۰۹) بازیکن هاکی روی یخ اهل کانادا بود.